# 診療放射線技師養成所
診療放射線技師養成所（しんりょうほうしゃせんぎしようせいじょ）とは、診療放射線技師を育成するための養成施設であり、診療放射線技師学校とも呼ばれる。

## 概要
過半数の養成所が4年制大学となっているほかは、3年制、4年制の専門学校である。学費は数百万円ほどかかるといわれている。

## 学校一覧

### 大学
2022年現在、大学である診療放射線技師養成所は39校存在する。
| 学校名                   | 学部名           | 学科名               | 専攻・コース名         | 所在地               |
| ------------------------ | ---------------- | -------------------- | ---------------------- | -------------------- |
| 日本医療大学             | 保健医療学部     | 診療放射線学科       |                        | 北海道札幌市         |
| 北海道科学大学           | 保健医療学部     | 診療放射線学科       |                        | 北海道札幌市         |
| 北海道大学               | 医学部           | 保健学科             | 放射線技術科学専攻     | 北海道札幌市         |
| 弘前大学                 | 医学部           | 保健学科             | 放射線技術科学専攻     | 青森県弘前市         |
| 東北大学                 | 医学部           | 保健学科             | 放射線技術科学専攻     | 宮城県仙台市         |
| 福島県立医科大学         | 保健科学部       | 診療放射線科学科     |                        | 福島県福島市         |
| 茨城県立医療大学         | 保健医療学部     | 放射線技術科学科     |                        | 茨城県稲敷郡阿見町   |
| つくば国際大学           | 医療保健学部     | 診療放射線学科       |                        | 茨城県土浦市         |
| 国際医療福祉大学         | 保健医療学部     | 放射線･情報科学科    |                        | 栃木県大田原市       |
| 群馬県立県民健康科学大学 | 診療放射線学部   | 診療放射線学科       |                        | 群馬県前橋市         |
| 群馬パース大学           | 保健科学部       | 放射線学科           |                        | 群馬県高崎市         |
| 日本医療科学大学         | 保健医療学部     | 診療放射線学科       |                        | 埼玉県入間郡毛呂山町 |
| 国際医療福祉大学         | 成田保健医療学部 | 放射線･情報科学科    |                        | 千葉県成田市         |
| 杏林大学                 | 保健学部         | 診療放射線技術学科   |                        | 東京都三鷹市         |
| 駒澤大学                 | 医療健康科学部   | 診療放射線技術科学科 |                        | 東京都世田谷区       |
| 東京都立大学             | 健康福祉学部     | 放射線学科           |                        | 東京都荒川区         |
| 帝京大学                 | 医療技術学部     | 診療放射線学科       |                        | 東京都板橋区         |
| 順天堂大学               | 保健医療学部     | 診療放射線学科       |                        | 東京都文京区         |
| 北里大学                 | 医療衛生学部     | 医療工学科           | 診療放射線技術科学専攻 | 神奈川県相模原市     |
| 新潟大学                 | 医学部           | 保健学科             | 放射線技術科学専攻     | 新潟県新潟市         |
| 新潟医療福祉大学         | 医療技術学部     | 診療放射線学科       |                        | 新潟県新潟市         |
| 金沢大学                 | 医薬保健学域     | 保健学類             | 放射線技術科学専攻     | 石川県金沢市         |
| 名古屋大学               | 医学部           | 保健学科             | 放射線技術科学専攻     | 愛知県名古屋市       |
| 藤田医科大学             | 医療科学部       | 放射線学科           |                        | 愛知県豊明市         |
| 岐阜医療科学大学         | 保健科学部       | 放射線技術学科       |                        | 岐阜県関市           |
| 鈴鹿医療科学大学         | 保健衛生学部     | 放射線技術科学科     |                        | 三重県鈴鹿市         |
| 京都医療科学大学         | 医療科学部       | 放射線技術学科       |                        | 京都府南丹市         |
| 大阪大学                 | 医学部           | 保健学科             | 放射線技術科学専攻     | 大阪府吹田市         |
| 大阪物療大学             | 保健医療学部     | 診療放射線技術学科   |                        | 大阪府堺市           |
| 森ノ宮医療大学           | 保健医療学部     | 診療放射線学科       |                        | 大阪府大阪市         |
| 神戸常盤大学             | 保健科学部       | 診療放射線学科       |                        | 兵庫県神戸市         |
| 岡山大学                 | 医学部           | 保健学科             | 放射線技術科学専攻     | 岡山県岡山市         |
| 川崎医療福祉大学         | 医療技術学部     | 診療放射線技術学科   |                        | 岡山県倉敷市         |
| 広島国際大学             | 保健医療学部     | 診療放射線学科       |                        | 広島県東広島市       |
| 徳島大学                 | 医学部           | 保健学科             | 放射線技術科学専攻     | 徳島県徳島市         |
| 徳島文理大学             | 保健福祉学部     | 診療放射線学科       |                        | 香川県さぬき市       |
| 九州大学                 | 医学部           | 保健学科             | 放射線技術科学専攻     | 福岡県福岡市         |
| 純真学園大学             | 保健医療学部     | 放射線技術科学科     |                        | 福岡県福岡市         |
| 帝京大学                 | 福岡医療技術学部 | 診療放射線学科       |                        | 福岡県大牟田市       |
| 熊本大学                 | 医学部           | 保健学科             | 放射線技術科学専攻     | 熊本県熊本市         |

### 専修学校・各種学校
2022年現在、専修学校、または各種学校である診療放射線技師養成所は14校存在する。
| 学校名                       | 学科名                | 修業年限 | 所在地           |
| ---------------------------- | --------------------- | -------- | ---------------- |
| 北海道医薬専門学校           | 診療放射線学科        | 3年制    | 北海道札幌市     |
| 中央医療技術専門学校         | 診療放射線学科 昼間部 | 3年制    | 東京都葛飾区     |
| 中央医療技術専門学校         | 診療放射線学科 夜間部 | 4年制    | 東京都葛飾区     |
| 東洋公衆衛生学院             | 診療放射線技術学科    | 3年制    | 東京都渋谷区     |
| 城西放射線技術専門学校       | 診療放射線学科        | 4年制    | 東京都豊島区     |
| 東京電子専門学校             | 診療放射線学科        | 3年制    | 東京都豊島区     |
| 静岡医療科学専門大学校       | 医学放射線学科        | 3年制    | 静岡県浜松市     |
| 東海医療技術専門学校         | 診療放射線科          | 3年制    | 愛知県岡崎市     |
| 大阪行岡医療専門学校長柄校   | 放射線科              | 3年制    | 大阪府大阪市     |
| 大阪ハイテクノロジー専門学校 | 診療放射線技師学科    | 4年制    | 大阪府大阪市     |
| 清恵会第二医療専門学院       | 放射線技師科1部       | 3年制    | 大阪府堺市       |
| 清恵会第二医療専門学院       | 放射線技師科2部       | 4年制    | 大阪府堺市       |
| 神戸総合医療専門学校         | 診療放射線科          | 3年制    | 兵庫県神戸市     |
| 福岡医療専門学校             | 診療放射線科          | 3年制    | 福岡県福岡市     |
| 日本文理大学医療専門学校     | 診療放射線学科        | 3年制    | 大分県大分市     |
| 鹿児島医療技術専門学校       | 診療放射線技術学科    | 4年制    | 鹿児島県鹿児島市 |

### その他
以下の養成所は自衛隊員の中から募集養成する。
| 学校名                             | 修業年限 | 所在地         |
| ---------------------------------- | -------- | -------------- |
| 自衛隊中央病院診療放射線技師養成所 | 3年制    | 東京都世田谷区 |